# Subversief
De term subversief is de kenmerkelijke reflectie op een gedraging. "Subversief" betekent volgens het woordenboek ontwrichtend of ondermijnend.
- Subversiviteit wordt in kringen van het bevoegd gezag als label op gezagsondermijning gedrukt. De vroegere provo's en de kraakbeweging werden als subversief aangemerkt.
- In de Tweede Wereldoorlog werd door de Duitse bezetter het  Nederlandse verzet als subversief betiteld.
- In de kunst is een stroming die art brut genoemd wordt en waarin elementen spelen als de weerspannigheid van de enkeling en de weerbarstigheid van de materie. Kunstenaars die actief zijn in deze kunstrichting negeren regels van de conventionele kunstwereld of wijzen deze af. Deze kunststroming wordt als subversief gezien en heeft raakvlakken met de avant-garde.

Illustratief voor het begrip subversief in psychologische en maatschappelijke zin is het gegeven uit One Flew Over the Cuckoo's Nest (film, boek, toneelstuk) dat een aanklacht behelst tegen de psychiatrie.